# La rivolta dei seminole
La rivolta dei seminole (Seminole Uprising) è un film del 1955 diretto da Earl Bellamy.
È un film western statunitense ambientato nel 1855 nel contesto delle guerre tra i coloni e le tribù dei Seminole avvenute in Florida e in Texas. Vede come interpreti principali George Montgomery, Karin Booth e William Fawcett. È basato sul romanzo del 1952  Bugle's Wake di Curt Brandon.

## Trama
Texas, 1855. Il tenente dell'esercito Cam Elliott viene incaricato di catturare una tribù di indiani Seminole che sono fuggiti dalla loro riserva in Florida per recarsi in Texas. Arrivando al forte dell'esercito a cui è stato assegnato, Elliott incontra Susan Hannah, la figlia del comandante del forte, di cui una volta era infatuato. Scoprendo che ora è fidanzata con il capitano Dudley, i due ufficiali sviluppano presto un'antipatia reciproca. Saggio nei confronti degli indiani e in qualche modo comprensivo verso la loro situazione, Elliott cerca di evitare spargimenti di sangue e vuole negoziare un ritorno pacifico con Black Cat (Falco Nero nella vers. italiana), il gran capo dei Seminole. Quando il capitano Dudley senza scrupoli condanna consapevolmente la moglie e il figlio di Black Cat a morte certa per mano di allevatori in cerca di vendetta, Black Cat dichiara guerra, attaccando il forte e prendendo prigioniera Susan Hannah.  Successivamente, la tribù di Black Cat attacca il distaccamento di Elliott sulle colline finché non vengono sconfitti nella scena della battaglia culminante. Black Cat si arrende e rilascia Hannah.

## Produzione
Il film, diretto da Earl Bellamy su una sceneggiatura di Robert E. Kent e un soggetto di Curt Brandon (autore del romanzo), fu prodotto da Sam Katzman per la Columbia Pictures Corporation e girato nel ranch di Corriganville a Simi Valley e nell'Iverson Ranch a Chatsworth, in California, dal 21 luglio al 28 luglio 1954. Il titolo di lavorazione fu  Bugle's Wake.

## Distribuzione
Il film fu distribuito con il titolo Seminole Uprising negli Stati Uniti nel maggio del 1955 al cinema dalla Columbia Pictures.
Altre distribuzioni:
- in Turchia il 27 novembre 1958 (Asi Kabile)
- in Austria nel 1964 (Häuptling Schwarzer Pfeil)
- in Germania Ovest il 14 agosto 1964 (Häuptling Schwarzer Pfeil)
- in Italia nel 1958 (La rivolta dei seminole)
- in Brasile (A Mulher e os Índios)
- in Spagna (El levantamiento de los seminolas)

## Promozione
Le tagline sono:
- Three regiments ride out of Fort Clarke to try to finish a job the Army wished it had never started! All the blazing excitement of the best-seller, "Bugle's Wake"
- THE WAR AGAINST THE "BLACK CAT"!
- THRILL THRONG THE SCREEN!
- "THE BLACK CAT" AGAINST THE U. S. ARMY! Half-Indian...Half devil...All rebel...Destroyer of armies...The man it took the U. S. two years and 10,000 men to conquer!
- "TRAP THE BLACK CAT!"...The command that began the most hair-raising pursuit the U. S. Cavalry ever rode on!